# Пархоменко, Владимир Иванович (инженер)
Владимир Иванович Пархоменко (2 октября 1914—2006) — конструктор вычислительной техники и магнитофонов, лауреат Сталинской премии.

## Биография
С 1932 г. работал в мастерской по ремонту радиоприемников.
В 1936 г. поступил в Московский электротехнический институт связи (МЭИС) и в 1941 г. его окончил, дипломная работа — устройство магнитной записи на проволочном носителе.
Во время войны участвовал в создании громкоговорящих установок для агитации и деморализации противника.
Во Всесоюзном научно-исследовательском институте звукозаписи с первых дней его создания. С 1945 г. завлабораторией звукозаписи, под руководством профессора И. Е. Горона занимался разработкой магнитофонов МАГ-1 и МАГ-2. С 1958 г. его лаборатория переключилась на разработку аппаратуры магнитной видеозаписи. Главный конструктор большинства модификаций видеомагнитофонов ВНИИТР, в том числе «Кадр-1», «Кадр-3», «Кадр-3ПМ», «Кадр-5». С 1960 по 1981 г. заместитель директора по научной работе. В 1981—1987 — главный научный сотрудник, затем на пенсии.
Кандидат технических наук (1955), тема диссертации «Исследование элементов магнитной записи и воспроизведения кодовых импульсов».
Автор (соавтор) более 60 научных трудов и изобретений, редактор монографии «Техника магнитной видеозаписи», выдержавшей два издания (1970, 1978).
Сталинская премия (1954) — за работы в области вычислительной техники (по разделу магнитных накопителей). Заслуженный работник культуры РСФСР (1975).

## Публикации
- Магнитные головки. — М.; Л.: Госэнергоиздат, 1960. — 72 с.
- Видеозапись (магнитная). — М.: Знание, 1974. — 64 с.
- Магнитная запись телевизионных изображений / В. И. Лазарев, В. И. Пархоменко. — М.; Л.: Госэнергоиздат, 1963. — 87 с.
- Бытовые видеомагнитофоны / В. И. Лазарев, Л. Г. Лишин, В. И. Пархоменко. — М.: Энергия, 1971. — 72 с.